# Gallina antigua tufona andaluza
La gallina antigua tufona andaluza es una raza aviar española autóctona de Andalucía.
Se trata de una raza antigua que no está incluida en el Catálogo Oficial de Razas de Ganado de España del Ministerio de Agricultura, Pesca y Alimentación, por lo que no tiene reconocimiento oficial, aunque si que está reconocida como raza por la Federación Española de Avicultura, Colombicultura y Cunicultura de Raza.
Es un ave de tamaño medio con barba muy desarrollada y emplumada, denominada tufo, de la que recibe el nombre. Sus huevos son de color blanco rosáceo, con un peso de 65 gr. El peso en los machos oscila entre los 3,8 y los 4,2 kg, mientras que en las hembras va de los 3 a los 3,4 kg.

### Estado actual de los animales de esta raza
La gallina andaluza antigua moñuda es una raza aviar autóctona originaria de la Sierra Morena cordobesa. Esta estirpe se ha conservado tradicionalmente en sistemas de producción avícola extensiva, manteniendo una pureza genética de siglos. La raza se caracteriza por su gran rusticidad y vigor, lo que le permite adaptarse a entornos naturales, como lo demuestra su capacidad para pernoctar y nidificar al aire libre. Actualmente, se considera que la población de esta raza está en peligro de extinción, a pesar de su valor genético y productivo.
Desde un punto de vista productivo, la gallina andaluza antigua moñuda exhibe una puesta de huevos aceptable en condiciones extensivas, un rápido emplume y un crecimiento vigoroso. Destaca, además, por su notoria resistencia a enfermedades y por la calidad de su carne blanca. Sin embargo, su rendimiento y adaptabilidad en sistemas de producción intensiva no han sido evaluados sistemáticamente, por lo que no se dispone de datos concluyentes sobre su fertilidad, viabilidad embrionaria, eclosión, tasa de crecimiento y persistencia de la puesta en este tipo de entorno.